# سن-امه-دو-لاک-ده-ایل، کبک

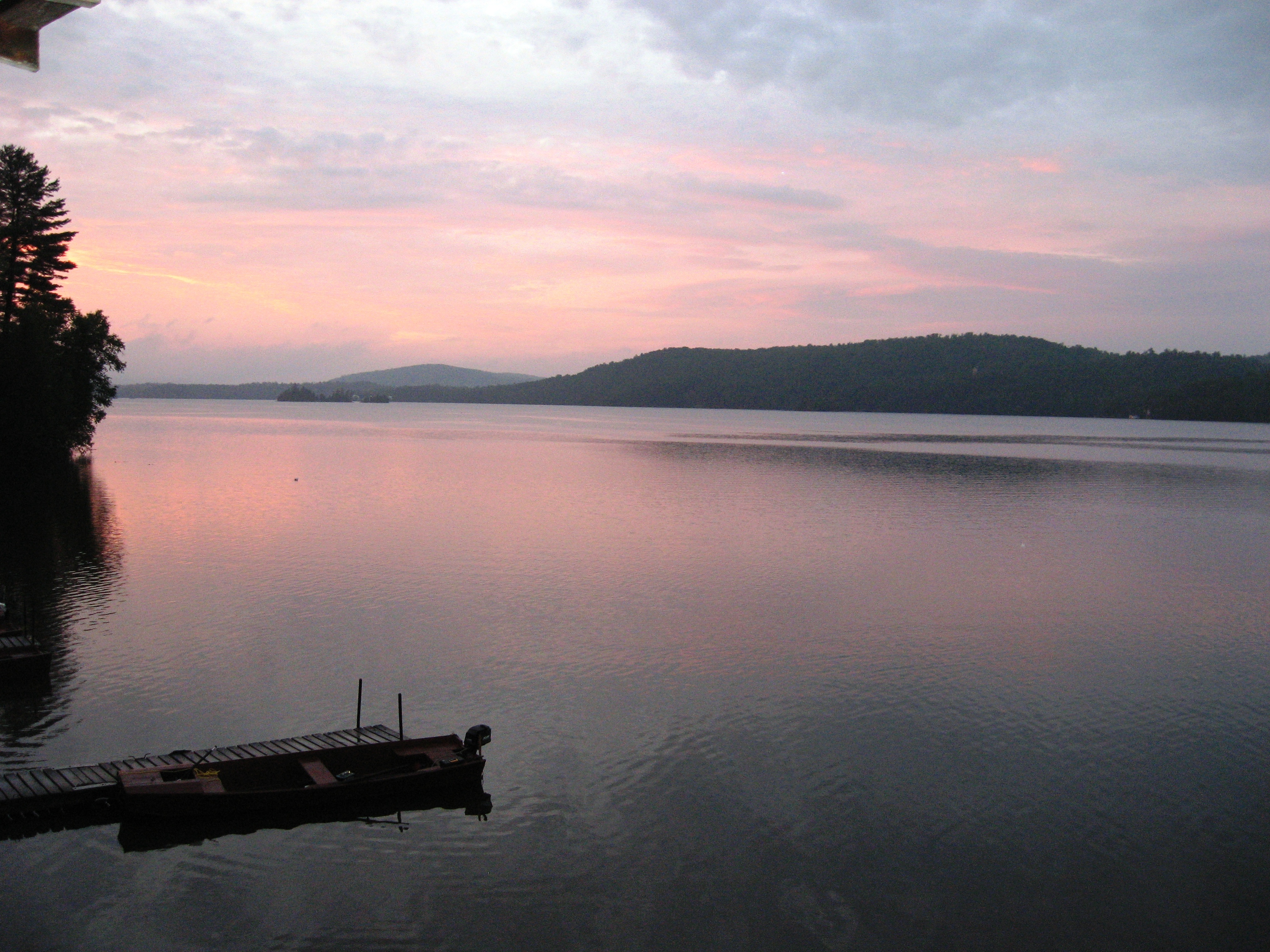
نمایی از شهر سن-امه-دو-لاک-ده-ایل در استان کبک / ۲۰۰۷

سن-امه-دو-لاک-ده-ایل (به فرانسوی: Saint-Aimé-du-Lac-des-Îles) شهری در منطقه شهری آنتوان-لابل ناحیه لورانتید در استان کبک کانادا است. در سرشماری سال ۲۰۱۱ این شهر ۷۶۴ نفر جمعیت داشته‌است و مساحت آن ۱۶۵٫۷۷ کیلومتر مربع است.